# Festung Fenestrelle

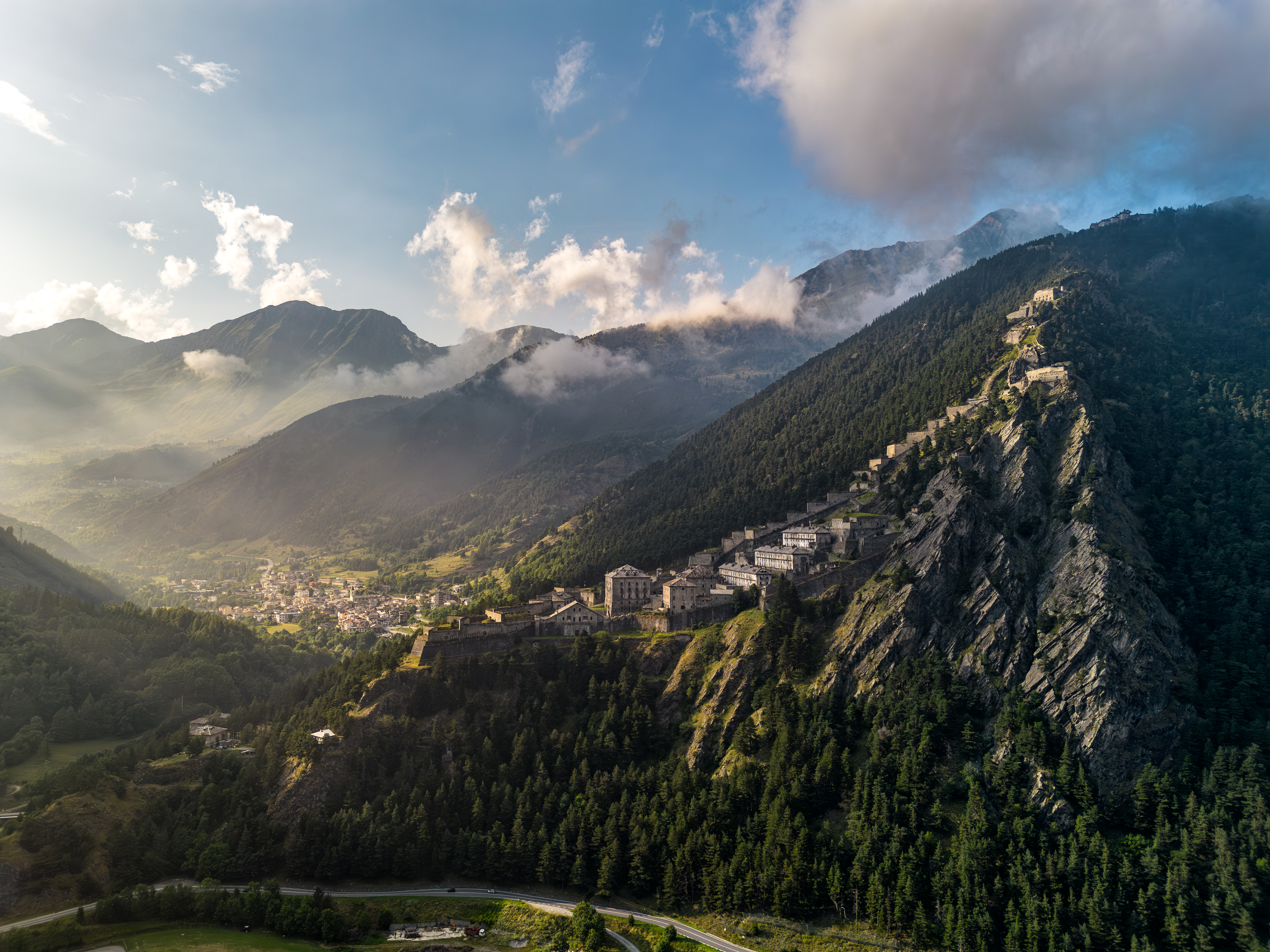
Festung Fenestrelle

Die Festung Fenestrelle (italienisch Fortezza di Fenestrelle oder Forte di Fenestrelle) ist die größte Festungsanlage Europas und nach der chinesischen Mauer das nächstgrößte Mauerwerk. Sie besteht aus den drei Festungen San Carlo, Tre Denti und Delle Valli, die miteinander durch einen Tunnel verbunden sind, in dem die längste gedeckte Treppe Europas mit fast 4000 Stufen verläuft.

## Überblick und Bedeutung
Die Befestigungsanlage wurde im 18. und im 19. Jahrhundert in der Ortschaft Fenestrelle im Val Chisone (Provinz Turin) errichtet. Wegen ihrer Ausdehnung über die ganze linke Seite des Tales wird sie auch die große Mauer des Piemont genannt. Ursprünglich vom Ingenieur Ignazio Bertola zur Sicherung der italienisch-französischen Grenze vorgesehen war sie Schauplatz lediglich kleiner Scharmützel und eines kurzen Gefechts im Zweiten Weltkrieg. Danach war sie bis 1990 aufgegeben und wird seitdem wiederhergestellt, wodurch sie auch einem größeren Publikum zugänglich ist (20.000 Besucher im Jahr 2012).
1999 wurde sie das Symbol der Provinz Turin und 2007 trug sie der World Monuments Fund in die Liste der 100 meistgefährdeten Kulturdenkmäler (gemeinsam mit vier anderen italienischen) ein.
Die Festung besteht aus drei Forts, sieben Reduits, durch Glacis und Bastionen verbunden, Treppen und Risalite auf einer Gesamtfläche von 1.350.000 m². Die Anlage erstreckt sich über drei Kilometer und einen Höhenunterschied von 635 Metern. Die Festung ist auch für ihre beiden langen Treppen berühmt: Die innenliegende Scala Coperta (etwa Gedeckte Treppe) mit ungefähr 4000 Stufen, die es erlaubte, alle Teile der Anlage geschützt zu erreichen, und die äußere Scala Reale (etwa Königstreppe) mit 2500 Stufen, die der König bei seinen Besuchen benutzte.
Sie ist die größte einen Talschluss beherrschende Festung aus dem 18. Jahrhundert weltweit und die zweitgrößte militärische Konstruktion gemessen an der Gesamtlänge nach der chinesischen Mauer. Gemeinsam mit dem Forte di Exilles und dem Forte di Vinadio bildet sie eine der signifikantesten Verteidigungsstrukturen des Piemont. Der älteste Teil, das Forte delle Valli, ist das letzte original erhaltene aus dem 18. Jahrhundert in Italien, zumal die anderen demoliert oder modernisiert wurden.

## Geschichte

### Bis 1882

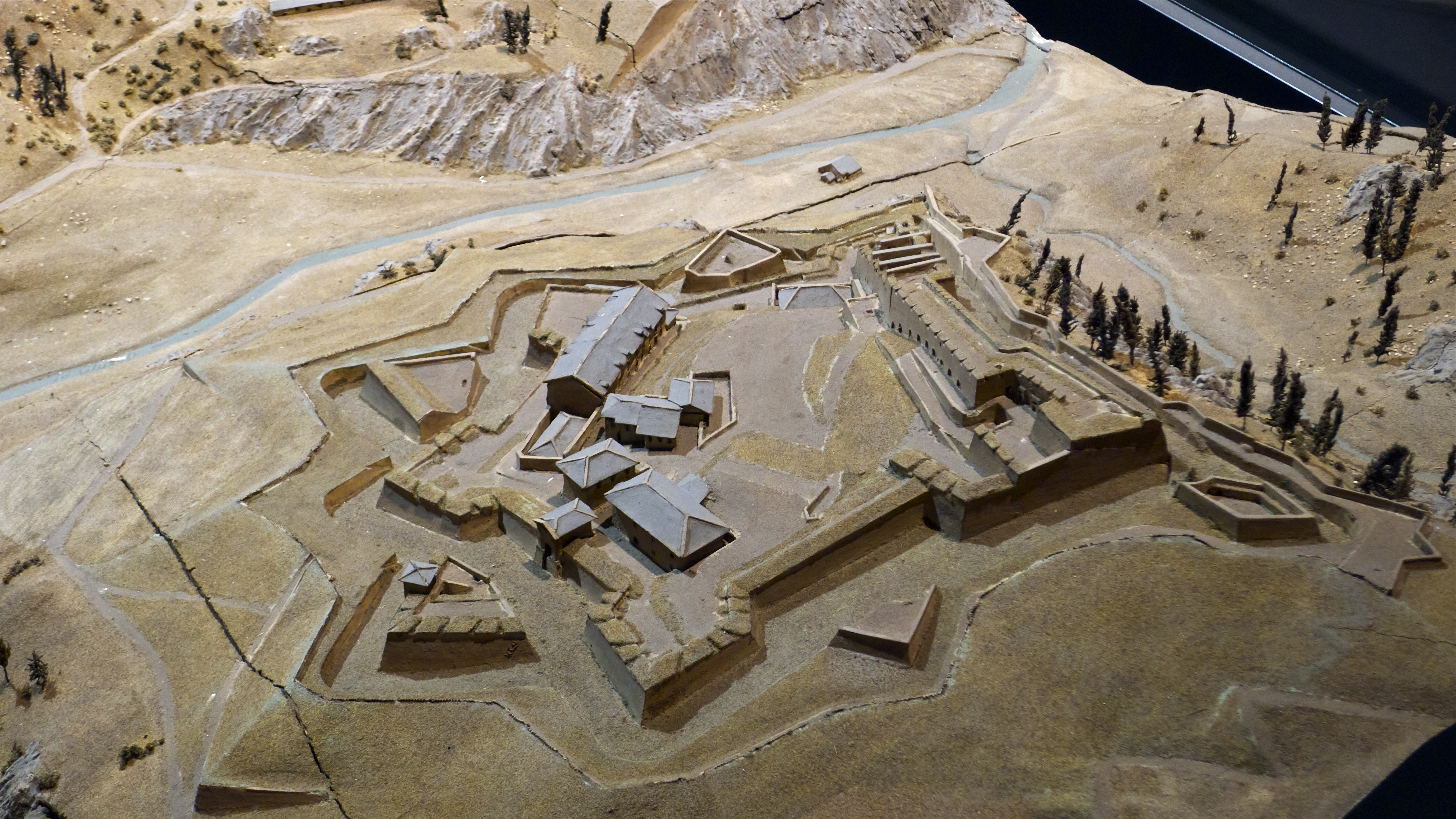
Fort Mutin (Detail des Modells von 1757).

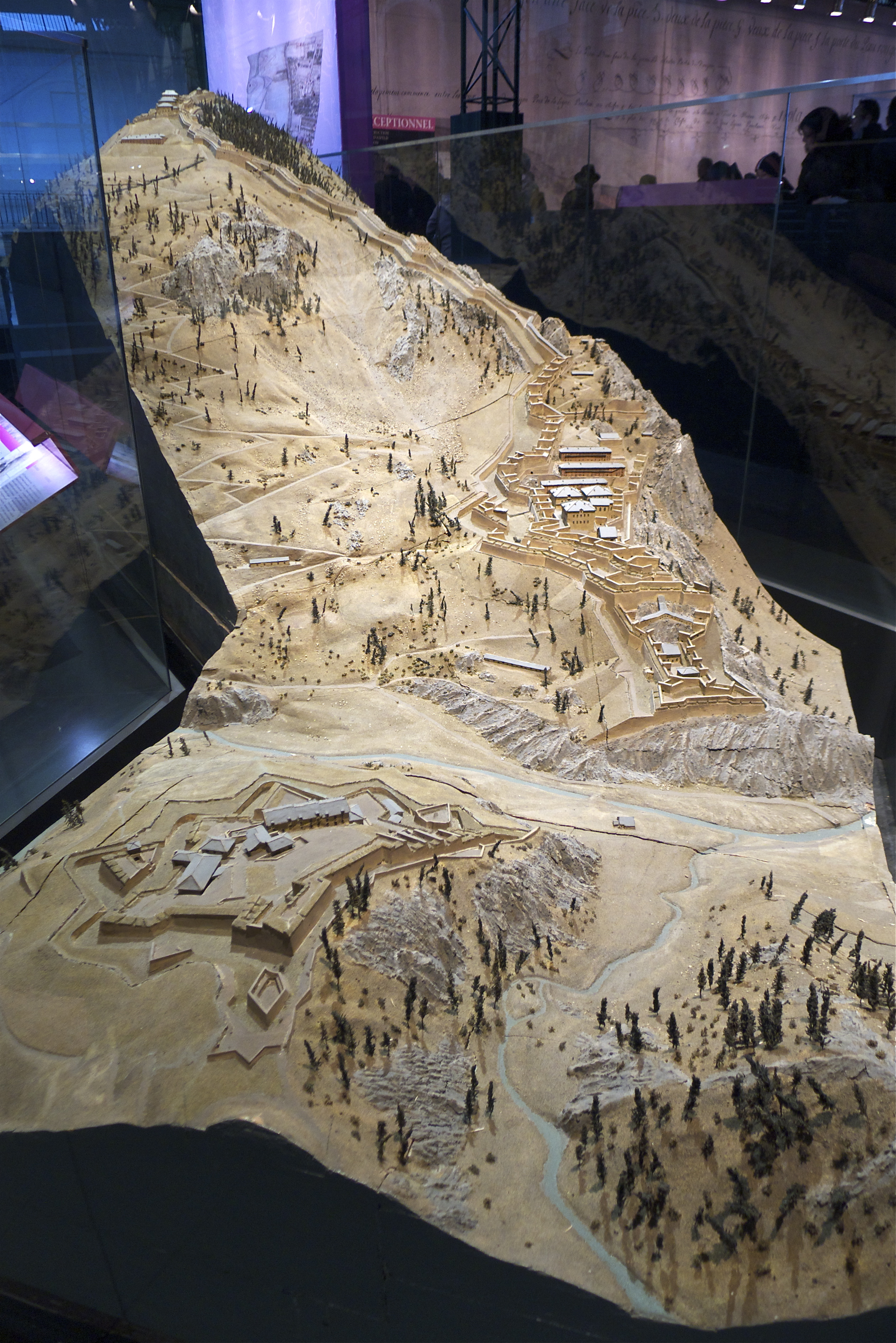
Fenestrelle (Modell von 1757).

Die Geschichte der Bastionen auf dem Territorium von Fenestrelle begann 1690, als Ludwig XIV. General Nicolas de Catinat mit der Führung seiner Armee im Feldzug gegen das Herzogtum Savoyen im Neunjährigen Krieg beauftragte. General Catinat war bald klar, dass das Chisonetal und insbesondere die Talenge bei Fenestrelle für die französische Armee ein schweres Hindernis darstellen könnte. Deshalb beantragte er den Bau von drei kleineren Festungen und einer großen. 1692 ordnete der Sonnenkönig den Bau der noch kleinen Vorgängerversion des späteren Fort Tre Denti an. 1694, wiederum auf Anraten Catinats, gab der König von Frankreich die Anweisung, mit dem Bau des beeindruckenden Fort Mutins zu beginnen, um mit diesem die Grenze zum Herzogtum Savoyen abzusichern. Diese Festungsanlage wurde 1705 vollendet und spielte im Spanischen Erbfolgekrieg, in dem sich Franzosen und Savoyer bekriegten, eine Rolle. Im Verlaufe dieses Konfliktes eroberten im August 1708 die Truppen von Viktor Amadeus II. Fort Mutin und das Hochtal nach einer vierzehntägigen Belagerung.
Der Vertrag von Utrecht besiegelte 1713 diese Sachlage durch Festlegung der Grenze zwischen Frankreich und dem Herzogtum Savoyen (aus dem 1720 das Königreich Sardinien hervorging) entlang der Alpenwasserscheide Dora-Durance, wodurch das Susatal und das Chisonetal Savoyen zugesprochen wurden.
Viktor Amadeus II. hielt Fort Mutin auf der rechten Talseite für unzulänglich und beauftragte deshalb den Architekten und Militäringenieur Ignazio Bertola mit der Planung eines ganzen Komplexes von Befestigungsanlagen unter Einbeziehung von Fort Mutin (das nach dem Vertrag von Utrecht restauriert wurde) und anderer französischer Befestigungsanlagen zum Schutze der Turiner Ebene vor eventuellen französischen Invasionsversuchen durch das Chisonetal. Die entsprechenden Pläne wurden im Oktober 1727 vorgelegt, die Bauarbeiten begannen im Sommer 1728 und dauerten letzten Endes bis 1850, mit einer längeren Unterbrechung zwischen 1793 und 1836.
Bei der Planung der Befestigungsanlagen und der Leitung der Baumaßnahmen folgten auf Ignazio Bertola verschiedene andere Militäringenieure und Architekten, unter denen zu erwähnen sind: Vittorio Amedeo Varino de La Marche, Lorenzo Bernardino Pinto (ein Schüler Bertolas, der auch die Bauarbeiten von Fort Exilles leitete), Nicolis Robilant und Carlo Andrea Rana. Viktor Amadeus II., der nach Anschluss des Königreichs Sardinien an das Herzogtum Savoyen 1720 zum König von Sardinien ausgerufen worden war, sah während seiner Regierungszeit lediglich die teilweise Verwirklichung der Festungsanlagen, deren Bau er angeordnet hatte, da er 1730 zu Gunsten seines Sohnes Karl Emanuel III. abdankte, dem er die Fortsetzung der Bauarbeiten nahelegte.
Der ursprüngliche Plan von Bertola sah eine Erstreckung über die gesamte linke Seite des Tals vor, die Arbeiten begannen aber am oberen Ende, am Monte Pinaia, zumal der Talboden durch das wiederinstandgesetzte Fort Mutin geschützt war. Man begann mit der Erbauung der Reduits dell'Elmo, Sant'Antonio und Belvedere, die durch Gräben getrennt und mit Brücken verbunden das Forte delle Valli bildeten. In der Folge kam es zur Verbindung mit dem Talboden unter Einbeziehung eines bereits existierenden französischen Reduits, Forte Tre Denti durch die Erbauung des Forte San Carlo 1731. Die verschiedenen Teile der Anlage wurden durch die Strada dei Cannoni von Fenestrelle bis zum Forte delle Valli und die Scala coperta mit 3966 Stufen an der linken Talseite von der piazza d’armi des Forte San Carlo zu den Reduits des Forte delle Valli erzielt. Um den Talboden vor feindlichen Angriffen zu schützen, ersetzte zwischen 1836 und 1850 das Reduit Carlo Alberto das obsolete und einsturzgefährdete Fort Mutin.
Nach der Einigung Italiens zwischen 1874 und 1896 wurde die Festung letztmals aufgerüstet und modernisiert. Die Reduits des Forte San Carlo wurden in Kasematten umgebaut um die neuen Kanonen mit gezogenem Lauf 12 GRC/Ret und 15 GRC/Ret aufzunehmen.
Ab 1882 mit dem Beitritt Italiens zum Dreibund, wurden die Gebiete von Fenestrelle und Assietta durch weitere Vorposten militärisch aufgerüstet, darunter Forte Serre Marie, Batteria del Gran Serin un hinter dem Colle delle Finestre, das gleichnamige fortino und die Wachstube Falouel, die wegen seiner würfelförmigen Form il Dado (Spielwürfel) genannt wurde.

### Ab 1887

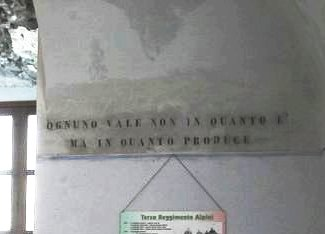
Inschrift im Innern der Festung

Von 1887 bis zum Ende des Ersten Weltkriegs war die Festung Garnison eines Gebirgsjäger-Bataillons des 3. Alpini-Regiments. Ein kleines Museum mit Erinnerungsstücken an diese Soldaten ist bei freiem Eintritt im Inneren der Festung zu besichtigen. Mit dem Aufkommen des Faschismus wurde die Anlage neuerlich als Gefängnis für politische Gefangene genutzt, die dem Regime feindlich gegenüberstanden oder nicht kollaborierten. Der Geist jener Zeit ist aus der Inschrift „Ognuno vale non in quanto è, ma in quanto produce“ (etwa „Jeder ist nicht soviel wert, wie er ist, sondern wieviel er leistet“) zu erkennen ist, die sich in einer der Schreibstuben fand.
Im Zweiten Weltkrieg erlebte die Festung ihre einzige wirkliche Militäraktion, als im Juli 1944 die Ostseite des Reduits Carlo Alberto von Partisanen der Division Adolfo Serafino gesprengt wurde, um den Vormarsch deutscher Truppen gegen die Partisanen in den Alpentälern zu behindern.
1946, nach dem Ende des Zweiten Weltkriegs, trennte sich das italienische Heer komplett von der Anlage, die aus militärischer Sicht wertlos geworden war. Die Festung wurde verlassen, durch Unwetter und Plünderung abgetragen. Im Laufe der Jahre wurde alles entfernt, was getragen werden konnte: Fenster und Türen, sogar die Deckenbalken der Kasernen. Seit 1990 wird die Anlage von einer Gruppe von Ehrenamtlichen wieder instand gesetzt. Es werden Führungen, Theater- und Kulturveranstaltungen angeboten. 1992 wurde vom Staatsforst und vom Ministerium für öffentliche Arbeiten ein Generalprojekt der Wiederinstandsetzung durch die Architektin Donatella D’Angelo gestartet.

### Dreimal Gefängnis
Neben ihrer militärischen Funktion war die Festung dreimal Haftanstalt, zuerst für gewöhnliche Verbrecher, dann Staatsgefängnis und zuletzt Zuchthaus.

#### Das gewöhnliche Gefängnis
In einigen wenigen Fällen wurden gewöhnliche Verbrecher aus der Umgebung untergebracht. In besonderen Fällen auch aus einem größeren Umkreis, zwar unter den gleichen Bedingungen, aber unter ziviler und nicht militärischer Gerichtsbarkeit. Der kampanische Historiker Giacinto de' Sivo behauptete, dass in der napoleonischen Zeit auch Zivilisten aus Süditalien unter der Anklage der Briganterie in der Festung festgesetzt worden waren.

#### Das Staatsgefängnis
Das Staatsgefängnis diente der Inhaftierung von verurteilten Offizieren und Oppositionellen – Klerikern und Laien. In den ersten Jahren des 19. Jahrhunderts vor allem bourbonischer Prälaten, Oppositionellen gegen Napoleon, auch von Offizieren, die den Ideen Giuseppe Mazzinis anhingen. 1850 wurde Monsignore Luigi Fransoni, Erzbischof von Turin wegen seiner oppositionellen Rolle festgesetzt.
In Einzelfällen wurden sogenannte liederliche Minderjährige auf Betreiben der Eltern festgehalten, die sich Verbrechen schuldig gemacht oder ihre adeligen oder vermögenden Eltern enttäuscht hatten. Sie unterliefen einer Behandlung, ähnlich der in einer Kadettenanstalt. Jeder Gefangene hatte ein privates Zimmer, selten mehrere, mit Kamin und Mobiliar. Während der Napoleonischen Zeit musste jeder Gefangene auf eigene Kosten leben, unter den Savoyern auf Kosten des Staates.
In der faschistischen Zeit wurde die Festung auch als Verbannungsort genutzt.

#### Das Zuchthaus

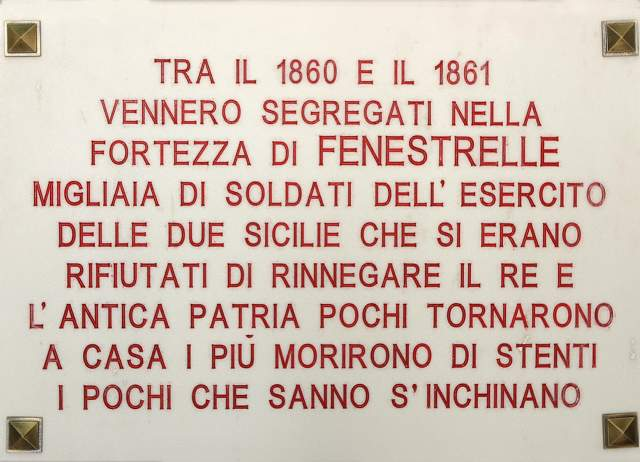
Gedenktafel, die zu Ehren der Opfer des Königreichs beider Sizilien im Inneren der Festung aufgestellt war und im August 2013 mutwillig zerstört wurde.
Übersetzung der Inschrift:
Zwischen 1860 und 1861 wurden in der Festung Fenestrelle Tausende von Soldaten der Armee der beiden Sizilien festgehalten, die sich geweigert hatten, ihren König und ihr ehemaliges Vaterland zu verleugnen. Wenige kehrten nach Hause zurück. Die meisten starben an Hunger. Die wenigen, die dies wissen, verneigen sich.

Das Zuchthaus war auch ein Militärgefängnis, in dem neben Soldaten, die Straftaten oder Ordnungswidrigkeiten begangen hatten, Soldaten der Armeen eingesperrt wurden, deren Staaten vor der Errichtung des Königreichs Italien vom Königreich Sardinien angegriffen worden waren und danach, während des Risorgimento und der ersten Jahrzehnte des 20. Jahrhunderts insbesondere Österreicher und Italiener aus den Gebieten, die vor der Herstellung der Einheit Italiens unter anderer Hoheit standen und die während der Italienischen Unabhängigkeitskriege gekämpft hatten, Angehörige der aufgelösten Armee beider Sizilien, die während der Kriege zur Eingliederung Süditaliens gefangen genommen worden waren, sechs Gefolgsleute Garibaldis nach dessen gescheitertem Versuch, den Kirchenstaat zu besetzen, 462 Soldaten der Armee des Kirchenstaats nach der Einnahme Roms, österreichisch-ungarische Militärangehörige während des Ersten Weltkriegs. Die Häftlinge des Straflagers wurden in Gemeinschaftsschlafhallen eingesperrt.
Insbesondere in der Dekade von 1860 bis 1870 wurden ungefähr 24.000 Militärangehörige des Königreichs beider Sizilien, die gegen die Eroberung und anschließende Einverleibung der beiden Sizilien in das neu entstandene Königreich Italien waren, in die Festung deportiert. Es wurden zwar vor allem bourbonische Soldaten gefangen gehalten, aber auch zahlreiche Bauern. Die Gefangenen wurden unter den schlimmsten Bedingungen gehalten: „Mit zerlumpter Kleidung und kaum etwas zu essen sah man sie häufig, wie sie sich an die Mauern lehnten und verzweifelt versuchten, von den schwachen Sonnenstrahlen im Winter etwas abzubekommen, vielleicht in nostalgischer Erinnerung an die Wärme in anderen mediterranen Klimazonen.“ „Keine Strohsäcke, keine Decken, kein Licht, an Orten, an denen die Temperatur fast immer unter Null war, wurden Fenster und Türen herausgenommen, um die Abgesonderten durch Kälte umzuerziehen.“

##### Die Revolte
Am 22. August 1861 versuchten die Eingeschlossenen durch eine Revolte die Kontrolle über die Festung zu übernehmen. Der Aufstand wurde mühelos von der piemontesischen Obrigkeit niedergeschlagen. Die Folge davon war eine Strafverschärfung (die meisten wurden mit Kugeln von 16 kg an den Füßen, Fesseln und Ketten festgehalten). Ganz selten wurden Gefangene durch Freispruch und Straferlass freigelassen. Die Leichname der Toten wurden einfach in einen großen Behälter hinter der Kirche (die sich am Eingang der Festung erhob) geworfen: „ein Tod ohne Ehre, ohne Gräber, ohne Grabsteine und ohne Gedenken, damit von den Gräueln keine Spuren bleiben würden.“

#### Weibliche Gefangene
In der gesamten Geschichte der Festung waren es nur drei Frauen, die im Staatsgefängnis einsaßen: Die Piemontesische Marchesa Polissena Gamba Turinetti di Priero und ihre Tochter Clementina als Gegenspielerinnen von Napoleon wurden getrennt von den Männern in eigenen Räumen im Gebäude der Offiziere festgehalten. 1864 wurde Maria Oliverio, genannt Ciccilla, wegen Briganterie zu lebenslanger Haftstrafe verurteilt, die sie 15 Jahre lang, bis zu ihrem Tod verbüßte.

## Die Festung im Detail

### Das Forte delle Valli
1728 begann der Bau der Festungsanlage aus Gründen der Erreichbarkeit und der strategischen Lage am Gipfel des Monte Pinaia (1780 m) mit dem Forte delle Valli und den drei dazugehörigen Reduits dell’Elmo, Sant'Antonio und Belvedere. Von dort konnten die unterhalb liegenden Befestigungen ins Kreuzfeuer genommen und der Feind an der Einschließung gehindert werden. Der Talboden war bereits durch das nach dem Spanischen Erbfolgekrieg umgebauten Fort Mutin geschützt.
Die drei Reduits waren von tiefen Gräben umgeben, um im Falle einer Belagerung, auch wenn eines gefallen war, weiter gehalten werden zu können. Wegen der Gräben waren die Reduits mit Brücken verbunden: Das Reduit Belvedere verbanden eine feste und zwei seitliche Zugbrücken mit dem nächsten Sant'Antonio. welches in ähnlicher Weise mit dell'Elmo verbunden war. Außerdem war das Forte delle Valli durch dicke durchbrochene Mauern, massive Traversen und Bastionen geschützt, die es für die damalige Zeit uneinnehmbar machten.
Es ist mit der Straße nach Pra Catinat vom Reduit dell’Elmo verbunden, wo sich heute die Ponte Rosso befindet, die mit vier Bögen einen großen Überhang überbrückt. In deren Mitte befindet sich ein gewaltiges Eisengitter zwischen zwei hohen Pfeilern mit steinernen Kanonenkugeln auf deren Spitze. Außerdem ist das Forte vom Reduit Belvedere mit der Strada dei Cannoni und den unterhalb liegenden Befestigungsanlagen und der Ortschaft Fenestrelle verbunden. Das Reduit Belvedere, welches man als erstes beim Aufstieg vom Forte Tre Denti erreicht, ist das am meisten ausgedehnte und besterhaltene des Forte delle Valli und besitzt als einziges eine Kapelle für Gottesdienste. Es ist mit den anderen Teilen der Festung nicht nur durch die Scala Coperta, sondern auch durch die Scala Reale verbunden. Früher konnte man von dieser in die Festung nur über eine im Laufe der Zeit zerstörte Zugbrücke durch die Porta Reale (auch als Il Tempietto wegen seiner dekorativen an sakrale Gebäude erinnernden Schmuck bekannt) gelangen.
Angesichts ihrer Lage in einer Bergfestung muss die mittlerweile entweihte einschiffige Kapelle ein beeindruckendes Gebäude gewesen sein. Die Barockfassade war mit Lisenen und Dekorationen aus gelbem Granit geschmückt und das Dach trug einen kleinen Glockenturm. Nur wenige dekorative Elemente trotzten den kalten Winden, dem Winterfrost und den Plünderungen der Nachkriegszeit; so wurde beispielsweise die Glocke entwendet.
Als Verbindung des Reduits mit der Strada dei Cannoni dient das fünfzigstufige Treppchen Scala delle Tre Traverse (so genannt, weil es von drei hohen Mauern vor Bombardements geschützt war), das vor den Verbindungsbrücken zum Reduit Sant'Antonio beginnt.
Letzteres als das kleinste besteht nur aus einem Gebäude, das zum Teil aus dem gewachsenen Fels gehauen wurde und beinhaltet einen Pulverturm und drei Garnisonsräume. Auf seinem Flachdach befanden sich zwei kleinkalibrige Mörser
Das Reduit dell'Elmo erreicht man als letztes und hat seinen Namen daher, dass es wie ein Helm die ganze Anlage beschützt. Es ist durch wenige massiv vergitterte Fenster und ein kleines vollständig eingewölbtes Türchen als einzigen Eingang geschützt. Auf der Westseite wird es von sieben Kasematten überragt, die nach der Mitte des 19. Jahrhunderts als Schutz für die neuen Kanonen, von denen sich sechs gegen die Straße der Colle delle Finestre, die höchstgelegene (1783 m) allerdings gegen die Hochebene von Pra Catinat richteten, angelegt wurden. Nach Norden und Osten wandten sich 10 nach oben offene Stellungen für leichte Kanonen gegen Pra Catinat und das untere Val Chisone.

### Batterien und Reduits zwischen dem Forte delle Valli und dem Forte Tre Denti
Es handelt sich um zwei Batterien und zwei Reduits (Santa Barbara und delle Porte), welch letztere nach dem Eintritt Italiens in den Dreibund 1882 restrukturiert und modernisiert wurden.
Die Batterie dello Scoglio war mit kleinen Geschützen auf drei Positionen bewaffnet und umfasste auch ein Lager und eine Station für die optische Telegraphie.
An der Bergflanke auf 1550 m ist das Reduit Santa Barbara als quadratischer Pyramidenstumpf mit sechs Meter dicken Mauern teilweise in den Berg eingegraben. Früher war dieses Reduit mit dem Maueräußeren durch eine Zugbrücke verbunden, die es erlaubte, zur Strada dei Cannoni zu gelangen.
Auf 1680 m Höhe befindet sich das Reduit delle Porte, ähnlich dem Reduit Santa Barbara, aber etwas größer mit einem eigenen Pulverturm. Unweit davon auf 1708 m, befindet sich die Batterie dell’Ospedale, welche die Strada dei Cannoni und das Militärspital außerhalb der Mauern gegen die französische Grenze sichern sollte.

### Das Forte Tre Denti
Der Name dieser Befestigung stammt von drei Felsnadeln, den sogenannten denti (Zähnen). Dieses älteste Festungswerk in 1400 m Höhe ließ der französische General Catinat 1692 errichten. Nach dem Frieden von Utrecht 1731 wurde es von Savoyen durch Antonio Bertola (dem Adoptivvater von Ignazio) umgebaut und erweitert. Nur über eine enge Felstreppe ist ein Ausguck, die sogenannte Garitta del Diavolo auf einem Felssporn mit einem Überhang von über 20 Metern Höhe erreichbar. Das Forte Tre Denti war mit sechs Kanonen großer Reichweite, einer Küche, Lagerräumen, einer Zisterne und einem Pulverturm ausgestattet. Ein 424 Meter langes Aquädukt versorgte es und das darunterliegende Forte San Carlo mit Quellwasser.

### Die Risalite
Es handelt sich um 28 Risalite (Artilleriestellungen), von weitem sichtbar und von beeindruckender Erscheinung, deren Majestät beeindruckte den Schriftsteller De Amicis so sehr, dass er von ihnen in seinem Buch Alle Porte d’Italia berichtete. Die Risalite sind untereinander mit geschützten Treppen verbunden, von unten nach oben nummeriert winden sie sich den Berghang vom Forte San Carlo zum Forte Tre Denti mit drei Bastionen: San Carlo, Beato Amedeo und Sant'Ignazio. Die ersten 16 sind durch einen breiten und tiefen Graben, der sich nach unten bis zum Reduit Carlo Alberto fortsetzt, geschützt. Im Inneren der Risalite war die Artillerie stationiert: Kanonen, Mörser und schließlich Maschinengewehre. 22 der 28 Risalite sind nach oben offene von vier Mauern umgebene Plätze, die anderen 6 wurden im 19. Jahrhundert mit Kasematten versehen, Artilleriestellungen – hinten geöffnet, um die Mündungsgase abziehen zu lassen.

### Das Fort San Carlo
Erbaut von 1731 bis 1789 handelt es sich um den wichtigsten, am besten erhaltenen und repräsentativsten Abschnitt der Anlage. Hier wurden an der Porta Reale (dem Königstor) hohe Offiziere, Botschafter und Adelige empfangen. Im Inneren befinden sich der Gouverneurspalast, das Gebäude der Offiziere, die Quartiere der Garnison, eine Kirche, ein großer Pulverturm, Magazine, Laboratorien und eine Apotheke. Außerdem beginnt hier die Scala Coperta. Der aus Stein und Ziegeln erbaute Gouverneurspalast mit 44 Räumen wurde 1740 begonnen und erstreckt sich über vier Etagen, von denen eine mit über zwei Meter dicken Mauern unter Erdniveau liegt. Die Fassade ist gut erhalten und mit Gesimsen und behauenen Stäben verziert. Hier befand sich die Küche für den Gouverneur und hohe Offiziere. Von 1780 bis 1789 wurde auf der Piazza d’Armi der bis auf das Portal im Barockstil nüchterne Padiglione degli Ufficiali als Unterkunft für Offiziere und als Haftanstalt für hochgestellte Personen und Offiziere, die Ordnungswidrigkeiten begangen haben, errichtet. Unterirdisch befanden sich Küche, Speisekammer und Wasserbecken, die von der Zisterne gespeist wurden, sowie Backöfen.
Die Kirche des Forte San Carlo ist das größte sakrale Gebäude in einer Gebirgsfestung in Europa. Erbauungszeit und Architekt sind unbekannt. Sie diente später als Magazin. Heute dient die Kirche nach der Restaurierung (vor allem des Daches und des Fußbodens) als Schauplatz von Ausstellungen, Konzerten und Theateraufführungen.
Ein weiterer wichtiger Teil der Anlage waren die Quartiere zur Unterbringung der Soldaten, von denen sich die größten in San Carlo fanden. Es handelte sich um drei dreistöckige parallel zueinander stehende Gebäude auf dem Hang, der sich zu den höherliegenden Befestigungen erstreckt. Ursprünglich als Kasernen mit großen Räumen geplant wurden sie später als militärische Hafträume und Strafgefängnis genutzt. Das Dach war mit zwei Schichten von Schieferplatten bedeckt, während das Innere ein Faßgewölbe zeigte. Die oberen Stockwerke waren in Lärchenholz, das aber in den Jahren der Verwahrlosung weggeschafft wurde. Der wichtigste Pulverturm der ganzen Festung ist die in Hinblick auf Ignazio Bertola benannte Polveriera Sant’Ignazio oberhalb der Quartiere von quadratischem Grundriss mit dreifachen Umfassungsmauern bemerkenswerter Dicke versehen.

### Die beiden Treppen
Die Scala Coperta nimmt ihren Anfang an der Piazza d’Armi des Forte San Carlo, von wo Arkaden zum Tunnel führen. Sie ist in ihrer Art einmalig in Europa mit 3996 Stufen. Auf einer Länge von etwa 2 km bei einem Höhenunterschied von 530 Metern verbindet sie die gesamte Festung vom Forte San Carlo bis zum Forte delle Valli, auch um in den strengen alpinen Wintern unbeeinträchtigten Zugang zu allen Teilen der Anlage zu gewährleisten. Ursprünglich für Maultiere konzipiert sind die Stufen für Menschen unbequem und galten daher als spacca gambe (etwa Beinbrecher). Seit einigen Jahren werden Treppenläufe veranstaltet.
Eine weitere wichtige Treppe flankiert die Scala Coperta auf der Höhe des Forte Tre Denti. Es handelt sich um die Scala Reale, zwar auch für den Aufstieg mit Maultieren geeignet, aber im Freien mit lediglich 2500 Stufen. Sie diente der Kommunikation zwischen den Batterien und Reduits zwischen Forte Tre Denti und Forte delle Valli und beim Besuch des Königs – daher der Name.

## Weitere Gebäude

### Das Fort Mutin
Das Fort Mutin wurde auf Veranlassung Ludwigs XIV. ab 1694 errichtet, um den Talboden gegen savoyische Truppen aus der Richtung von Pinerolo zu verteidigen. Die fünfseitige Anlage mit einer Grundfläche von etwa 96 000 m² ist nach Plänen von Guy Creuzet de Richerand, der damals für die Befestigung der Dauphiné verantwortlich war, errichtet. Wie die Belagerung durch Truppen des Herzogtums Savoyen 1708 zeigte, ist die Lage des Forts unvorteilhaft: Es liegt in einer Mulde, die feindlichen Angriffen ausgesetzt ist, was schon der berühmte Architekt und Generalkommissar der französischen Festungsbauten Sébastien Le Prestre de Vauban bei seinem Besuch 1700 vehement kritisierte. Er hätte einen Abriss vorgezogen, wegen der politischen Situation und der Kosten ließ er stattdessen acht Reduits zum Schutz des Forts auf beiden Seiten des Tals errichten. Trotzdem galten solche Anstrengungen nichts, als sich am 31. August 1708 nach einer Belagerung von 15 Tagen das Fort Mutin piemontesischen Truppen nach dem Bombardement seines Pulverturms ergab.
Auf Veranlassung von Viktor Amadeus II. wurde das Fort restauriert, wobei sich die Geschütze jetzt gegen Frankreich richteten. In Verwendung blieb es bis 1836, als es in Folge der Errichtung des Reduits Carlo Alberto teilweise abgerissen wurde.
Von dieser Konstruktion des späten 17. Jahrhunderts blieben lediglich von der Festung gut sichtbare Ruinen.

### Das Reduit Carlo Alberto
1836 beschloss der Militärrat die Schleifung des Fort Mutin, welches – nunmehr hinfällig – durch eine neue Struktur ersetzt wurde, die den tiefsten Punkt des Tales sichert. Die neue Festung bekam den Namen des nunmehrigen Königs Karl Albert, der sie finanzierte. Das Reduit bestand ursprünglich aus zwei gedrungenen aneinanderstoßenden Gebäuden am linken Ufer des Chisone über der heutigen Strada Provinciale 23 del Colle di Sestriere. Das verbleibende Gebäude ist ein quadratischer Pyramidenstumpf mit fünf Etagen, davon zwei unter dem Straßenniveau. Das andere vierstöckige Gebäude wurde im Juli 1944 von Partisanen der Division A. Serafino gesprengt, um deutsche Säuberungsaktionen und den Vormarsch ins obere Tal zu behindern. Durch die Lage an der Straße kontrollierte es diesen Verkehrsweg mit zwei Zugbrücken und zwei Falltoren. Das Reduit Carlo Alberto war mit der Festung durch einen Graben verbunden, der die Westspange des Forte San Carlo erreichte. Durch einen geschützten Weg konnte man auch das Taubenhaus erreichen. Was vom Reduit Carlo Alberto blieb, ist nun in Privatbesitz, in den es gleich nach dem Ende des Zweiten Weltkriegs kam.

### Das Taubenhaus
Vor der Einrichtung optischer Signalübertragungen war die Verwendung von Brieftauben essentiell. Das Taubenhaus diente der Aufzucht und der Unterbringung der Brieftauben. Dazu wurde das Chateau Arnaud aus dem 13. Jahrhundert adaptiert, ein gedrungenes quadratisches Gebäude, das bis zur Annexion Fenestrelles durch Frankreich 1349 einer der Sitze des Vogts war und danach schrittweise Repräsentationssitz des Dauphins im Gebiet des oberen Val Chisone wurde. Nach dem Zweiten Weltkrieg wurde das Taubenhaus an Privatleute übergeben und ist daher nahezu intakt.